# بیمارستان ایران (شیراز)
بیمارستان ایران بیمارستانی است درمانی وابسته به نیروی انتظامی جمهوری اسلامی ایران واقع در شیراز، استان فارس با ظرفیت ۴۶ تخت فعال که در سال ۱۳۸۰ خورشیدی تأسیس گردید.
این بیمارستان دارای بخش‌های جراحی مغز و اعصاب، جراحی عمومی، ارتوپدی، چشم، زنان و زایمان، داخلی، زایمان، اورژانس بستری، اتاق عمل و اورژانس است.